# 格德罗西亚

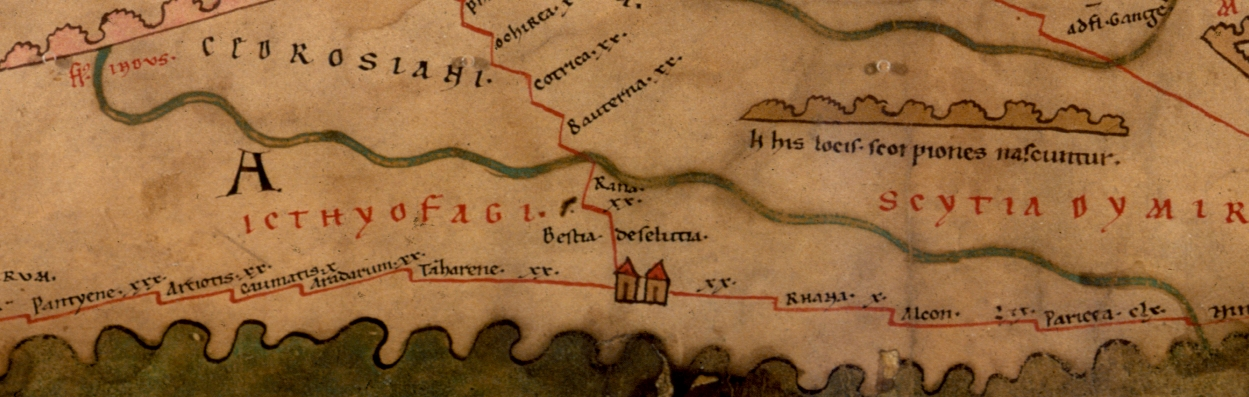
格德罗西亚在波伊廷格地图上的的位置

格德罗西亚（Gedrosia）是印度洋西北沿岸的干旱、多山地区。在青铜时代，人类在该地区少数绿洲定居了下来。还有一部分人在海边定居，他们被希腊人称为Ichthyophagoi，意为吃鱼的（Fish eaters）。
该地区被波斯王居鲁士大帝(前559-前530年)征服 ，虽然关于此次战役的信息记载的相当晚。格德罗西亚的治所在普拉(Pura)，位置可能和如今的Bampûr差不多，在伊朗沙赫尔县以西四十公里。
格德罗西亚出名的原因可能是因为马其顿王亚历山大大帝试图穿越格德罗西亚的沙漠并且失去了三分之一的军队。
一些学者认为，波斯总督省马喀(Maka)就是格德罗西亚(这是一个古希腊语称谓)。 另一种观点是马喀是今名为马喀兰(Makran)的地方，现在是伊朗和巴基斯坦的一部分，位于更东部一些。 然而，更有可能的是，马喀就是现在的阿曼，阿曼在古代被称为马喀塔（Maketa）。